# Episodi di Gente di mare (prima stagione)
La prima stagione della serie televisiva Gente di mare andò in onda in prima visione su Rai Uno tra il 2005 e il 2006.
| nº | Titolo                    | Prima TV Italia  |
| -- | ------------------------- | ---------------- |
| 1  | Una donna senza nome      | 4 dicembre 2005  |
| 2  | La secca del drago        | 4 dicembre 2005  |
| 3  | Nel covo dei pirati       | 11 dicembre 2005 |
| 4  | Benvenuto Jamil           | 11 dicembre 2005 |
| 5  | L'ultima spiaggia         | 18 dicembre 2005 |
| 6  | Paura in alto mare        | 18 dicembre 2005 |
| 7  | Il lampo della vita       | 25 dicembre 2005 |
| 8  | Principessa               | 25 dicembre 2005 |
| 9  | Il coraggio di un figlio  | 1º gennaio 2006  |
| 10 | Sfida in apnea            | 1º gennaio 2006  |
| 11 | L'ultima corsa            | 8 gennaio 2006   |
| 12 | Per amore di un figlio    | 8 gennaio 2006   |
| 13 | Un sogno in fondo al mare | 15 gennaio 2006  |
| 14 | Una domenica da cani      | 15 gennaio 2006  |
| 15 | Martina e il delfino      | 22 gennaio 2006  |
| 16 | Soraya                    | 22 gennaio 2006  |
| 17 | Segreti                   | 29 gennaio 2006  |
| 18 | La casa dei gabbiani      | 29 gennaio 2006  |
| 19 | Con le spalle al muro     | 5 febbraio 2006  |
| 20 | La divisa strappata       | 5 febbraio 2006  |
| 21 | Scomparso in mare         | 12 febbraio 2006 |
| 22 | Gita di classe            | 12 febbraio 2006 |
| 23 | Il vecchio e il mare      | 19 febbraio 2006 |
| 24 | Il cerchio si stringe     | 19 febbraio 2006 |
| 25 | Furore                    | 26 febbraio 2006 |
| 26 | La resa dei conti         | 26 febbraio 2006 |